# Imène Agouar
Imène Agouar, née le 22 novembre 1993, est une judokate algérienne.

## Biographie

### Enfance et formation
Elle est née le 22 novembre 1993.

### Carrière
Imène Agouar évolue dans la catégorie des moins de 63 kg. 
Elle remporte la médaille d'or aux Championnats d'Afrique de judo 2014 à Port-Louis.
Elle est médaillée d'argent aux Championnats d'Afrique de judo 2013 à Maputo, aux Championnats d'Afrique de judo 2015 à Libreville et aux Championnats d'Afrique de judo 2017 (dans la catégorie des moins de 70 kg) à Antananarivo. Elle obtient le bronze aux Championnats d'Afrique de judo 2016 à Tunis et aux Championnats d'Afrique de judo 2018 à Tunis.